# Salah Khalaf
Salah Mesbah Khalaf (arabisch صلاح خلف Salah Chalaf, DMG Ṣalāḥ Ḫalaf, auch bekannt als Abu Ijad; أبو إياد Abu Iyad, DMG Abū Iyād; * 1933 in Jaffa; † 14. Januar 1991 in Tunis) war ein palästinensischer Anführer der Fedajin und 1991 „Nummer zwei“ und Chef der Spionage der PLO und der zweitälteste offizielle Vertreter der Fatah nach Jassir Arafat.

## Leben
Salah Khalaf floh am 13. Mai 1948 mit seiner Familie aus Jaffa in den Gaza-Streifen. 1951 ging er zum Studium nach Kairo, wo er sich an der al-Azhar-Universität einschrieb. Dort sympathisierte er mit der Muslimbruderschaft, wurde jedoch nie Mitglied, da er ihre Ideologie als intolerant empfand, wie er in einer von ihm mitherausgegebenen Buchpublikation mit dem Titel Heimat oder Tod – Der Freiheitskampf der Palästinenser schreibt. Der französische Historiker Jean-Pierre Filiu sieht ihn gleichwohl als Mitglied der palästinensischen Sektion der Muslimbrüder.
Im selben Jahr traf er Jassir Arafat an der al-Azhar während eines Treffens der Vereinigung der palästinensischen Studenten. Er überzeugte ihn, die Leitung von dieses Studentenverbandes zu übernehmen. 1952 wurden sie in den Vorstand der Vereinigung der palästinensischen Studenten gewählt. Das Umfeld der Muslimbrüder begrüßte den Machtwechsel in Ägypten unter den Freien Offizieren, der im Juli 1952 von Gamal Abdel Nasser angeführt wurde. Er wurde im Gazastreifen in der Rekrutierung von Fedajin aktiv, bis die ägyptische Regierung gegen sie vorzugehen begann und er und Chalil al-Wazir gehen mussten. Kuwait war bereit, sie aufzunehmen. Dort gründete er 1959 die Fatah zusammen mit Arafat und anderen Palästinensern.
Khalaf wandte sich gegen die Allianz von Arafat mit Saddam Hussein und verhielt sich neutral während des Golfkriegs 1990–1991. Er wurde am damaligen PLO-Sitz Tunis von einem Abu-Nidal-Kommando ermordet. Dort fand auch seine Beerdigung statt. Er wurde von Israel und den Vereinigten Staaten verdächtigt, die Terrororganisation Schwarzer September gegründet zu haben.

## Schriften
(Co-Autor: Eric Rouleau) Heimat oder Tod – Der Freiheitskampf der Palästinenser. Düsseldorf 1979, ISBN 343011005 X.